# Bathyraja aguja
Bathyraja aguja là một loài cá đuối thuộc họ Arhynchobatidae. Người ta ít biết về loài cá này, ngoại trừ mẫu vật điển hình là cá cái chưa trưởng thành đánh bắt ở độ sâu 980 m, có tổng chiều dài 480 mm (18,875 inch), từ trạm 4653 gần mũi Aguja, Peru, được lưu giữ tại Bảo tàng Quốc gia Hoa Kỳ (USNM) số 65641. cũng như một mẫu vật cá đực dài 284 mm (11,2 inch) đánh bắt cùng địa điểm và được lưu giữ tại Bảo tàng Động vật học So sánh (MCZ) số 1364. Người ta đã không thu thập thêm được mẫu vật nào của loài cá này kể từ khi phát hiện ở vùng biển khơi ngoài bờ biển Peru năm 1904. Giống như các loài cá đuối khác, nó là loài đẻ trứng, với trứng đẻ thành từng cặp. Trứng có các nhú lồi ra giống như sừng trên vỏ.